# Elzenmos
Elzenmos (Pallavicinia lyellii) is een levermossensoort uit het geslacht Pallavicinia.

## Ecologie
Elzenmos komt vooral voor in venige rietmoerassen en broekbossen. Daarnaast komt het incidenteel ook voor in zeer vochtige zones bij sprengen en vennen. De soort kent een wereldwijde distributie.

### Syntaxonomie
In de syntaxonomie staat elzenmos binnen de moerasgemeenschappen te boek als kensoort voor het veenmosrietland (Pallavicinio-Sphagnetum).